# Anterastes uludaghensis
Anterastes uludaghensis är en insektsart som beskrevs av Karabag 1950. Anterastes uludaghensis ingår i släktet Anterastes och familjen vårtbitare. Inga underarter finns listade i Catalogue of Life.